# Коноплино (Московская область)
Коноплино — деревня в Клинском районе Московской области, в составе Городского поселения Клин. Население — 29 чел. (2010). До 2006 года Коноплино входило в состав Решоткинского сельского округа.

## Расположение
Деревня расположена в центральной части района, примерно в 7 километрах к юго-западу от города Клин, у истоков безымянного правого притока реки Липня (левый приток Сестры), высота центра над уровнем моря 236 м. Ближайшие населённые пункты — Решоткино в 200 м на северо-запад и Марков Лес с Введенским в 1,5 км на юго-запад.

## Население
| 2002 | 2006 | 2010 |
| ---- | ---- | ---- |
| 25   | →25  | ↗29  |